# Théodore Dubois
Théodore Dubois (Rosnay, 24 agosto 1837 – Parigi, 11 giugno 1924) è stato un compositore, organista e didatta francese.

## Biografia

### Dalla provincia al successo parigino
Dubois nacque in una famiglia di modeste condizioni economiche. Venne avviato allo studio del pianoforte da Louis Fanart, Maestro del coro della Cattedrale di Reims, il centro più vicino al suo paese natale. 
Nel 1854 venne ammesso al Conservatorio di Parigi (che poté frequentare grazie al sostegno di un mecenate) dove ebbe come docenti alcune delle figure di spicco della scena musicale parigina, quali Antoine François Marmontel, François Benoist e Ambroise Thomas. Durante gli studi riscontrò un notevolissimo successo accademico, culminato nel 1861 con la vittoria dell'ambito Prix de Rome (con la cantata Atala). Durante il soggiorno a Roma studiò a fondo la musica di Palestrina, il che probabilmente contribuì ad accrescere ulteriormente il suo interesse per la musica sacra, e ricevette inoltre gli apprezzamenti di Franz Liszt. 
Già nei primi anni parigini Dubois aveva iniziato ad esercitare la sua attività di organista: dal 1855 nella Cattedrale di San Luigi degli Invalidi, per poi passare nel 1858 a Santa Clotilde (allora ancora non elevata alla dignità di basilica minore), al fianco di César Franck, dove in seguito venne nominato Maestro del coro. Nel 1868 ottenne l'incarico di Maestro del coro alla Chiesa della Madeleine, dove nel 1877 succedette a Camille Saint-Saëns come organista titolare. 
Dal 1871 affiancò l'impegno didattico al Conservatorio di Parigi, dapprima come docente di armonia, poi ottenendo una cattedra di composizione. Didatta rigoroso, fu autore di vari scritti teorici e metodi di perdurante successo: da ricordare fra gli altri il Trattato di contrappunto e fuga (1901).  Annoverò fra i suoi allievi Gustave Doret, Paul Dukas, Xavier Leroux, Albéric Magnard, Édouard Risler, Guy Ropartz, Spiro Samara, Henriette Renié e Florent Schmitt.  
Sposò nel 1872 la pianista Jeanne Duvinage (1843-1922), che lo rese padre di due figli: il secondogenito, Charles (1877-1965), divenne archeologo e membro dell'École française di Roma. 
Pur non intervenendo di frequente nel dibattito musicale, il suo contributo alla musica francese fu considerato della massima importanza e gli valse nel 1894 l'elezione a membro dell'Académie des Beaux-Arts (dove andò a occupare il seggio lasciato vacante da Charles Gounod). Divenuto ormai una figura di indiscussa autorevolezza all'interno della scena musicale parigina, la carriera accademica di Dubois culminò nel 1896 con la sua nomina a direttore del conservatorio in seguito alla scomparsa di Ambroise Thomas. 
Da un riepilogo dei suoi incarichi risulta chiara la sua progressiva ascesa ai vertici del mondo musicale parigino dell'epoca, che lo portò ad essere tra i protagonisti della scena musicale francese nella seconda metà del secolo:
- 1855-1858: Organiste accompagnateur alla Cattedrale di San Luigi degli Invalidi
- 1858-1868: Chiesa di Santa Clotilde 
  - 1858-1863: Organiste accompagnateur (con Franck organista titolare)
  - 1863-1868: Maestro del coro
- 1869-1896: Chiesa della Madeleine 
  - 1869-1877: Maestro del coro
  - 1877-1896: Organista titolare (successore di Saint-Saëns)
- 1871-1896: docente al Conservatorio di Parigi 
  - 1871-1891: docente di armonia
  - 1891-1896: cattedra di composizione (successore di Léo Delibes)
  - 1891-1896: Ispettore per l'educazione musicale
- 1896-1905: direttore del Conservatorio di Parigi.

### La direzione del Conservatorio di Parigi
La sua impostazione fu in sostanziale continuità con le tendenze conservatrici del suo predecessore Thomas. Dubois fu estremamente avverso alle innovazioni di Claude Debussy, arrivando nel 1902 a vietare agli studenti di assistere alle recite di Pelléas et Mélisande.
Sembra tuttavia importante ricordare che Dubois, pur nel suo essere conservatore, contribuì ad introdurre il "nuovo" all'interno del conservatorio parigino: intraprese l'ampliamento dei programmi di studio e soprattutto fu il promotore della nomina di Gabriel Fauré (già Maestro del coro alla Madeleine durante il titolariato di Dubois) come successore alla cattedra di composizione di Jules Massenet, contro il parere dei suoi colleghi più intransigenti. Fu tra i detrattori del modernismo di Maurice Ravel, il che finì (ironicamente) per anticipare il suo pensionamento.

Nel 1905, in seguito allo scandalo divampato in seguito all'esclusione di Ravel dagli ammessi al Prix de Rome, venne sostituito alla guida del conservatorio da Fauré su decisione del governo francese.

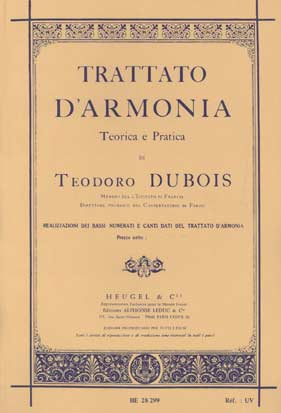
Il Traité d'harmonie théorique et pratique in edizione italiana.

### Gli ultimi anni
Dopo il pensionamento si dedicò completamente alla composizione, trascorrendo il suo tempo tra Parigi e la sua villa nel suo paese natale, Rosnay. A questo periodo risale inoltre la pubblicazione del suo celebre Trattato di armonia (1921), summa di una lunga esperienza didattica, e tutt'oggi in uso in vari conservatori del mondo.
Morì a Parigi all'età di 86 anni.

## Produzione musicale
Dubois fu un compositore particolarmente prolifico, il suo catalogo consta di oltre 500 lavori che coprono praticamente tutti i generi musicali.
Buona parte della sua produzione è formata da un vastissimo corpus di brani cameristici per varie formazioni (duo, trio, quartetto, quintetto), musica per pianoforte, per organo, musica vocale da camera e musica sinfonica per orchestra (con e senza solisti). Tale produzione fu senz'altro stimolata dalle attività della Société Nationale de Musique, alle cui attività Dubois partecipò con entusiasmo fin dai suoi albori nel 1871.
Si dedicò anche all'opera, producendo alcuni titoli che, andati in scena in vari teatri di Parigi, ebbero un'accoglienza positiva ma non entusiastica. Forse per questo motivo abbandonò ulteriori dopo la nomina a direttore del conservatorio.
Il successo più importante gli venne tuttavia prevalentemente dalla copiosa e sfarzosa produzione sacra (messe, cantate, oratori), che rimane tutt'oggi eseguita in Francia con una certa frequenza.

## Opere selezionate

### Opere liriche
- La prova di un'opera seria, (non pubblicata, composta a Roma, 1863);
- La guzla de l'émir, opera comica;
- Le pain bis, opera comica;
- Aben Hamet, 16 dicembre 1884 al Théâtre du Châtelet di Parigi con Emma Calvé;
- Xavière, idillio drammatico (1895);
- Circé, grand opéra (1896).

### Balletti
- La Korrigane;
- La Farandole (1883 al Palais Garnier di Parigi con Louis Mérante).

### Musica vocale
- Les Sept Paroles du Christ, (1867);
- Le Paradis Perdu, oratorio, (1878);
- Numerose cantate, tra cui: L'enlèvement de Proserpine, Hylas, Bergerette, Les Vivants et les Morts;
- Messe e composizioni religiose.

### Musica per orchestra
- Marche héroïque de Jeanne d'Arc;
- Fantaisie triomphale, per organo e orchestra;
- Hymne nuptial;
- Méditation, Prières, per orchestra, oboe, arpa e organo;
- Concerto-Cappricioso, per pianoforte e orchestra  (1876);
- Concerto per pianoforte e orchestra n. 2 (1897);
- Concerto per violino e orchestra;
- Notre-Dame de la Mer, poema sinfonico;
- Adomis, poema sinfonico;
- Symphonie française (1908);
- Suite concertante per violoncello, pianoforte e orchestra (1912-13);
- Fantasietta (1917);
- Suite concertante per pianoforte e orchestra d'archi (1917).

### Altre composizioni
- Per pianoforte: Chœur et Danse des Lutins, Six poèmes sylvestres, etc.;
- Douze Pièces pour orgue ou piano-pédalier (1889);
- Douze Pièces Nouvelles pour orgue ou piano-pédalier (1893);
- Deux Petites Pièces pour orgue ou harmonium (1910).

## Scritti selezionati
- Traité de contrepoint et de fugue. Parigi, Heugel (1901);
- Traité d'harmonie théorique et pratique. Parigi, Heugel (1921);
- Notes & études d'harmonie pour servir de supplément au traité de H. Reber, Parigi, Conservatorio di Parigi, Heugel & Cie (8 Agosto 1889);
- Réalisations des basses et chants du traité d'harmonie. Parigi, Heugel (1921)